# Reißeck (montaña)
 El Reißeck, también Großes Reißeck ("Gran Reisseck") es, con 2.965 metros sobre el Adriático, el pico más alto del Grupo Reißeck en el Alto Tauern de Carintia, Austria. La cadena forma la parte sur del grupo Ankogel  con su cumbre más alta, el Hochalmspitze, separado por el collado de Mallnitzer Scharte con 2 673 m.     La montaña también da nombre al municipio deReißeck, ubicado al sur en el valle del Möll. 
El nombre Reißeck se deriva de un antiguo nombre de cuerpo de agua, algo así como Reisach = "arroyo de montaña" o "torrente", que se convirtió en el Alto Alemán Medio rîs = "el que cae".
Al oeste y al sur del bloque de la cumbre se encuentran los depósitos del grupo hidroeléctrico Verbund Reißeck-Kreuzeck, conectado con la vecina presa de Kölnbrein en el valle del Malta. El funicular del ferrocarril Reisseck (Reißeckbahn) y el ferrocarril de montaña Reisseck de vía estrecha, construido en la década de 1950 para la construcción de la central eléctrica,  fueron dedicados más tarde a los servicios de pasajeros y se utilizan para el acceso de turistas desde el valle de Möll hasta las refugios alpinos. Las operaciones en ambas líneas cesaron en 2014/2016 y no se han reanudaron hasta hace algún tiempo. El refugio Reißeck, construido en 1908 y administrado por la sección ÖGV del Austrian Alpine Club, está ubicada en 2 287  m  en las inmediaciones de la antigua estación superior de Schoberboden, justo debajo de la presa del embalse Großer Mühldorfer See. Un hotel cercano y la pequeña zona de esquí adyacente, abierta en la década de 1960, hoy están cerrados. 

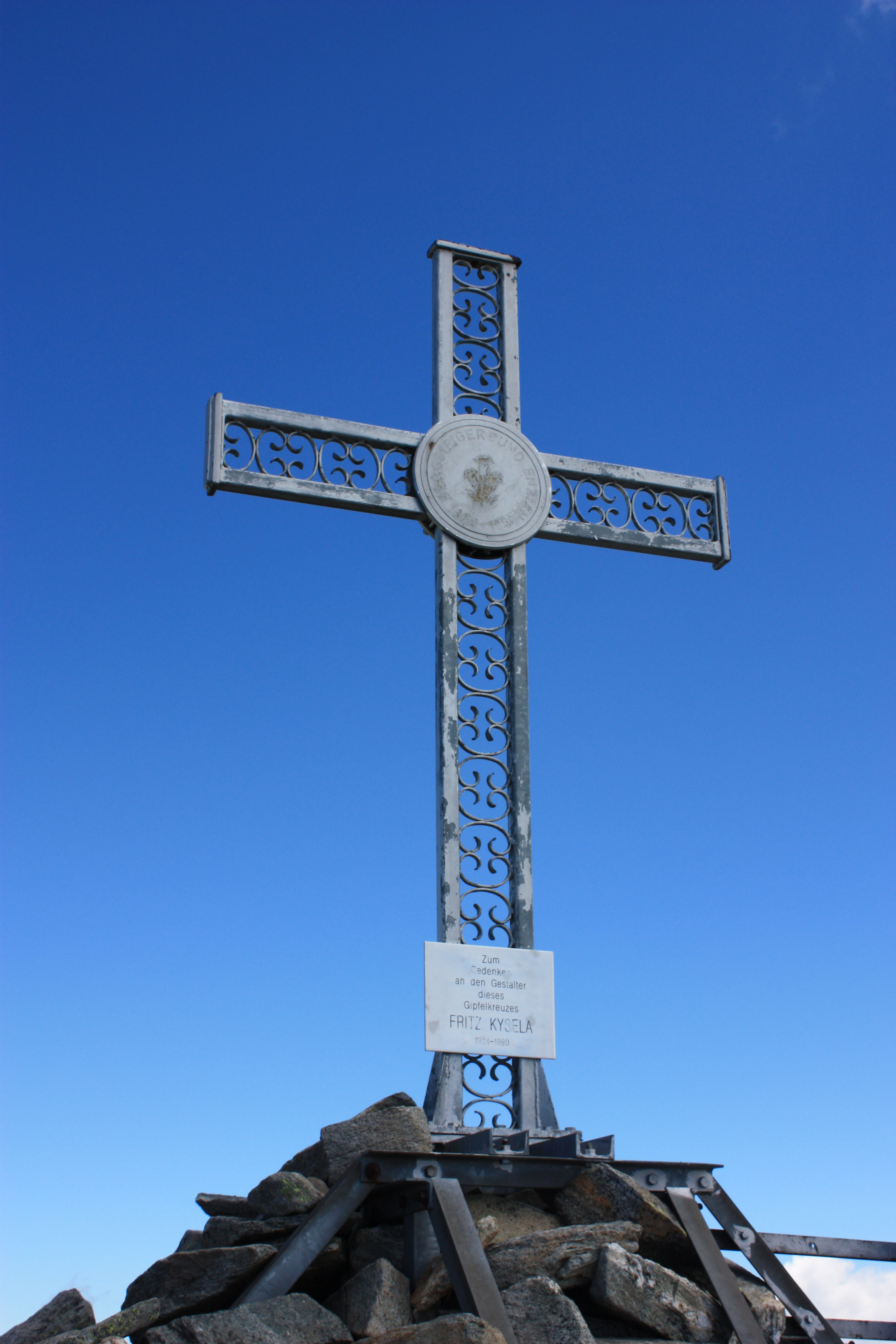
Cruz de la cumbre

La ruta normal pasa por el collado Kalte Herberg y el sur de la arista, una subida fácil, hasta la cumbre, pero requiere experiencia. Los puntos de partida son el refugio Reißeck o el refugio Neue Moos que no está abierto. Al este-noreste del Großes Reißeck se encuentra el pico Kleines Reißeck ("Pequeño Reisseck", 2,924  m ); el cruce de la cresta corre a lo largo de empinadas laderas cubiertas de hierba, pero es técnicamente fácil. La cumbre Reißeck ofrece vistas panorámicas a los alrededores del Alto Tauern, así como a los Dolomitas, Karawanke y los Alpes Julianos en el sur. 

## Literatura y mapa
- Herbert Gantschacher : Neues Musiktheater 'Kar' - Eine beispielhafte Kooperation zwischen Industrie und Kunst am Reißeck, en Der Kulturmanager, Kognos-Verlag, Stadtbergen, 1998 ISBN 3-9801921-2-1
- Mapa del Alpine Club 1: 25,000, Hoja 44, Hochalmspitze - Ankogel (el Reißeck está en el borde inferior de este mapa)